# Hörschbachmühle
Die Hörschbachmühle (früher auch Walksägmühle) ist eine abgegangene Wassermühle und Siedlung auf der Gemarkung der Stadt Murrhardt in baden-württembergischen Rems-Murr-Kreis. Die Mühle wurde im 16. Jahrhundert erstmals erwähnt und gegen Ende des 19. Jahrhunderts abgebrochen.

## Geographische Lage
Die Siedlung lag etwa 600 Meter südlich der Schwarzenmühle und zirka 2 Kilometer vom Stadtzentrum entfernt, in der bewaldeten Schlucht des Hörschbachs. Der Vordere Hörschbach-Wasserfall liegt etwa 400 Meter südwestlich der Wüstung.

## Geschichte
Erstmals erwähnt wurde die Sägemühle im Jahre 1576. Zu dieser Zeit gehörte das Sägewerk Alexander Blind und Konrad Köhler. Um 1830 gehörte die Mühle Johann Kuhn und dem Tagelöhner Johann Kunz. Später gehörte die Mühle Johann Kunz alleine. Der Betrieb wurde wahrscheinlich um 1838 stillgelegt. Laut Katastereintrag wurde die Mühle mit Wohnhaus 1891 abgerissen.

## Bevölkerung

### Einwohnerentwicklung
- 1871: 11 Einwohner (1 Haus)[1]